# Sagep
La Sagep (Società Arti Grafiche e Pubblicità) è una casa editrice italiana con sede a Genova. Pubblica volumi su tematiche artistiche, culturali, turistiche e per il tempo libero.

## Storia
Fondata il 12 luglio 1965 da Romano Acquarone, Eugenio De Andreis e Roberto Peschiera, dopo l'uscita di Peschiera nei primi anni e la scomparsa di Acquarone nel 1982, De Andreis la gestì, insieme alla figlia Alessandra, fino agli anni '90 del XX secolo. Nella primavera del 2006, dopo una sentenza di fallimento, fu rilevata dall'imprenditore Stefano Vablais, che decise di rendere le collane dedicate alle guide turistiche, già tra le più popolari dell'editore, il fulcro della nuova linea editoriale, con anche la produzione di testi in lingua straniera.
Specializzata per molti anni in testi riguardanti la Liguria, na ha presentato (soprattutto nella collana Guide turistiche e d'arte, di cui alcuni volumi redatti in collaborazione con Italia Nostra) la storia, l'architettura, l'ambiente, le tradizioni, la cucina, presentando anche in chiave di approfondimento alcuni aspetti dell'antropologia culturale ligure.
Tra le pubblicazioni di prestigio, la monografia su Francesco Torresano (figlio di Andrea), successore col fratello nella conduzione della più celebre tipografia nella storia della stampa.
Nel 2003 il Museo di Sant'Agostino ha organizzato in collaborazione con Sagep una mostra fotografica sull'evoluzione edilizia del territorio genovese, usando l'archivio fotografico dell'editore. Parte dell'archivio viene pubblicato anche sulla rivista trimestrale Archivio. Ha dato alle stampe anche diverse opere promosse da enti e amministrazioni pubbliche, tra cui il volume commemorativo dei 50 anni di vita del Salone nautico di Genova.
Fra le pubblicazioni periodiche, quella della rivista trimestrale di architettura spazio e società, data alle stampe nel periodo compreso tra il 1984 e il 1990. Tra le riviste edite da Sagep l'Indice per i beni culturali del territorio ligure (1976-1982).